# Armeau
Armeau település Franciaországban, Yonne megyében. Lakosainak száma 759 fő (2022. január 1.). Armeau Villeneuve-sur-Yonne, Dixmont, Saint-Julien-du-Sault és Villevallier községekkel határos.

## Népesség
A település népességének változása:
| Lakosok száma | 766  | 774  | 777  | 770  | 770  | 769  | 767  | 769  | 759  |
|               | 2013 | 2015 | 2016 | 2017 | 2018 | 2019 | 2020 | 2021 | 2022 |